# Tiller (Noorwegen)
Tiller is een voormalige gemeente in Noorwegen. De gemeente lag in de toenmalige fylke Sør-Trøndelag. In 1964 werd Tiller toegevoegd aan Trondheim. Sindsdien is het uitgegroeid tot een wijk, die deel uitmaakt van het stadsdeel Heimdal. De oude gemeente bestaat nog als parochie van de Noorse kerk. De kleine parochiekerk dateert uit 1901.